# Саллі Барсосіо
Селіна «Саллі» Барсосіо (англ. Selina "Sally" Barsosio; нар. 21 березня 1978) — кенійська бігунка на довгі дистанції.

## Спортивні досягнення
Триразова фіналістка олімпійських змагань з бігу на 10000 метрів — 10-е місце у 1996 та 17-і місця у 2000 та 2004.
Чемпіонка світу з бігу на 10000 метрів (1997). Бронзова призерка чемпіонату світу з бігу на 10000 метрів (1993).
Чемпіонка світу з кросу в командному заліку в дорослій віковій категорії (1995, 1996, 1998, 2001). Срібна (1997, 2004) та бронзова (1995) призерка чемпіонату світу з кросу в командному заліку в дорослій віковій категорії. Найвища позиція серед дорослих в індивідуальному заліку — 5-е місце у 1997.
Бронзова призерка чемпіонату світу серед юніорів з бігу на 3000 метрів (1992) та 10000 метрів (1994).
Чемпіонка світу з кросу серед юніорів в індивідуальному заліку (1994). Бронзова призерка чемпіонату світу з кросу серед юніорів в індивідуальному заліку (1993). Дворазова чемпіонка світу з кросу серед юніорів в командному заліку (1993, 1994).
Срібна призерка чемпіонату Африки з бігу на 5000 метрів (1998).
Чемпіонка Африканських ігор з бігу на 10000 метрів (1995).
Переможниця марафону в Карлсруе (2011).
Чемпіонка Кенії з бігу на 3000 метрів (1993), 5000 метрів (1998, 2005), 10000 метрів (1993, 1996, 1997) та кросового бігу (1996, 1997).

## Сім'я
- Дядько — Пол Коеч (1969—2018) — чемпіон світу з напівмарафону (1998).
- Двоюрідні сестри:
  - Сьюзен Сірма (нар. 1966) — бронзова призерка чемпіонату світу з бігу на 3000 метрів (1991);
  - Лорна Кіплагат (нар. 1974) — чемпіонка світу з кросу (2007) та напівмарафону (2008);
  - Гільда Кібет (нар. 1981) — чемпіонка Європи з кросу (2008);
  - Сільвія Кібет (нар. 1984) — бронзова олімпійська призерка з бігу на 5000 метрів (2008).